# Ребека Сони
Ребека Сони е американска плувкиня, брусистка.
Олимпийска вицешампионка от Лондон 2012 на 100 м бруст за жени. В същата дисциплина печели сребро и на Олимпиадата в Пекин. В Пекин печели и златен медал на 200 м бруст и сребърен в щафетата 4x100 м. Притежателка на световния рекорд на 100 м бруст и 200 м бруст.